# Ministerie van Waterstaat, Handel en Nijverheid
Het Ministerie van Waterstaat, Handel en Nijverheid was tussen 1877 en 1906 een Nederlands ministerie. Het is in 1877 opgericht bij de formatie van het kabinet-Kappeyne van de Coppello. Tot die tijd maakten de beleidsterreinen van het ministerie (waterstaat, handel, nijverheid, posterijen, landbouw en visserij) deel uit van het Ministerie van Binnenlandse Zaken.
In 1906 besloot men bij de formatie van het kabinet-De Meester tot de instelling van twee afzonderlijke ministeries, het Ministerie van Landbouw, Nijverheid en Handel en het Ministerie van Waterstaat.

## Ministers van Waterstaat, Handel en Nijverheid
- kabinet-De Meester 1905-1906 Jacob Kraus / Jacob Dirk Veegens (a.i.)
- kabinet-Kuyper 1901-1905 Johannes Christiaan de Marez Oyens
- kabinet-Pierson 1897-1901 Cornelis Lely
- kabinet-Röell 1894-1897 Philippe Willem van der Sleyden
- kabinet-Van Tienhoven 1891-1894 Cornelis Lely
- kabinet-Mackay 1888-1891 Jacob Petrus Havelaar
- kabinet-Heemskerk Azn. 1883-1888 Johannes Gregorius van den Bergh / Frederik Cornelis Tromp (a.i.) / Jacob Nicolaas Bastert
- kabinet-Van Lynden van Sandenburg 1879-1883 Guillaume Jean Gérard Klerck
- kabinet-Kappeyne van de Coppello 1877-1879 Johannes Tak van Poortvliet

Algemene Zaken (AZ) · 
Asiel en Migratie (A&M) · 
Binnenlandse Zaken en Koninkrijksrelaties (BZK) · 
Buitenlandse Zaken (BZ) ·
Defensie (Def) · 
Economische Zaken (EZ) · 
Financiën (Fin) · 
Infrastructuur en Waterstaat (I&W) · 
Justitie en Veiligheid (J&V) · 
Klimaat en Groene Groei (KGG) · 
Landbouw, Visserij, Voedselzekerheid en Natuur (LVVN) ·
Onderwijs, Cultuur en Wetenschap (OCW) · 
Sociale Zaken en Werkgelegenheid (SZW) · 
Volksgezondheid, Welzijn en Sport (VWS) · 
Volkshuisvesting en Ruimtelijke Ordening (VRO)

Voormalige ministeries:
Algemene Oorlogvoering van het Koninkrijk (AOK) ·
Arbeid, Handel en Nijverheid ·
 Binnenlandse Zaken en Landbouw ·
Cultuur, Recreatie en Maatschappelijk Werk (CRM) ·
Economische Zaken en Arbeid ·
Economische Zaken, Landbouw en Innovatie (EL&I) · 
Eredienst ·
Handel en Nijverheid ·
Handel, Nijverheid en Landbouw ·
Handel, Nijverheid en Scheepvaart ·
Infrastructuur en Milieu ·
Justitie (Just) ·
Koloniën, later Overzeese Gebiedsdelen ·
Landbouw, Natuurbeheer en Visserij ·
Landbouw, Nijverheid en Handel ·
Landbouw en Visserij ·
Landbouw, Visserij en Voedselvoorziening ·
Maatschappelijk Werk ·
Marine ·
Oorlog ·
Onderwijs en Wetenschappen ·
 Onderwijs, Kunsten en Wetenschappen ·
Openbare Werken ·
Openbare Werken en Wederopbouw ·
Sociale Zaken en Volksgezondheid ·
Verkeer ·
Verkeer en Energie ·
Verkeer en Waterstaat (V&W) · 
Volksgezondheid en Milieuhygiëne ·
Volkshuisvesting en Bouwnijverheid ·
Volkshuisvesting, Ruimtelijke Ordening en Milieubeheer (VROM) ·
Waterstaat ·
Waterstaat, Handel en Nijverheid ·
Wederopbouw en Volkshuisvesting ·
Welzijn, Volksgezondheid en Cultuur (WVC)